# Departamento de Figueroa
Departamento de Figueroa är en kommun i Argentina.   Den ligger i provinsen Santiago del Estero, i den norra delen av landet, 1 000 km nordväst om huvudstaden Buenos Aires.
I omgivningarna runt Departamento de Figueroa växer i huvudsak lövfällande lövskog. Runt Departamento de Figueroa är det mycket glesbefolkat, med 2 invånare per kvadratkilometer.